# The Swingin’ Medallions
|  |

| Gründungsmitglieder |
| --- |
| - John McElrath (Keyboard) - Carroll Bledsoe (Trompete, –1975) - Steve Caldwell (Saxophon) - Jim Doares (Gitarre, –1970) - Brent Fortson (Saxophon, –1968) - Joe Morris (Schlagzeug, –1969) - Jim Perkins (Bass, –1971) - Charlie Webber (Trompete) |

The Swingin’ Medallions sind eine US-amerikanische Surfmusik-Band, die zwischen 1965 und 1970 Schallplatten veröffentlichte.

## Geschichte
Die Band wurde Anfang der 1960er Jahre von Studenten aus Greenwood im US-Staat South Carolina gegründet. Neben ihrem Frontmann John McElrath gehörten sieben weitere Musiker zur Gruppe. Sie nannten sich zunächst The Medallions, fügten dann aber, als sie 1965 begannen, Schallplatten zu veröffentlichen, den Zusatz Swingin’ an, um eine Verwechslung mit der Musikgruppe The Medallions aus den frühen 1950er Jahren zu vermeiden.
Ihre erste Single brachten die Swingin’ Medallions bei der kalifornischen Plattenfirma Dot Records mit den beiden Titeln Bye Bye, Silly Girl und I Want to Be Your Guy heraus. Nach kurzen Zwischenspielen bei den kleinen Labels 4 Sale und Apollo erhielt die Gruppe 1965 einen Plattenvertrag bei Smash Records. Dort nahm sie Anfang 1966 die erste Single auf, deren A-Seite den Titel Double Shot (of My Baby’s Love) enthielt. Der im Stil der Surfmusik komponierte Song erreichte im Frühjahr 1966 Platz 17 in den Hot 100 des US-Musikmagazins Billbord und verkaufte sich millionenfach. Die nachfolgende Langspielplatte mit demselben Titel erreichte in den LP-Charts Top 200 Rang 88. Auch der Titel der Nachfolgesingle She Drives Me out of My Mind wurde in die Hot 100 aufgenommen, kam dort aber über Platz 71 nicht hinaus. 1967 lief der Vertrag bei Smash aus, und es folgten noch drei weitere Singles bei den Plattenfirmen Capitol Records und 1-2-3.
Die Swingin’ Medallions waren vor allem in den Südstaaten der USA populär. Obwohl die Bandmitglieder im Laufe der Jahre mehrfach wechselten, gelang es dem 2003 an Parkinson erkrankten John McElrath, die Gruppe fortbestehen zu lassen, sodass sie auch noch 50 Jahre nach ihrer Gründung unter dem Slogan „The Party Band of the South“ Konzerte geben.

## US-Charts bei Billboard
| Einstieg | Titel                        | Hot 100 |
| -------- | ---------------------------- | ------- |
| 4/1966   | Double Shot                  | 17.     |
| 8/1966   | She Drives Me Out of My Mind | 71.     |

## US-Diskografie

### Vinyl-Singles
| A/B-Seite                                                   | Katalog-Nr. | veröffentl. |
| ----------------------------------------------------------- | ----------- | ----------- |
|                                                             | Dot         |             |
| Bye Bye, Silly Girl / I Want to Be Your Guy                 | 16721       | 03/1965     |
|                                                             | 4 Sale      |             |
| Double Shot / Here It Comes Again                           | 002         | 12/1965     |
|                                                             | Apollo      |             |
| Something You Said to Me / Waiting for You                  | 007         | 1966        |
|                                                             | Smash       |             |
| Double Shot / Here It Comes Again                           | 2033        | 03/1966     |
| She Drives Me out of My Mind / You Gotta Have Faith         | 2050        | 08/1966     |
| I Don't Want to Lose You Baby / Night Owl                   | 2075        | 12/1966     |
| I Found a Rainbow / Don't Cry No More                       | 2084        | 04/1967     |
| Turn on the Music / Summer’s Not the Same This Year         | 2107        | 07/1967     |
| Where Can I Go to Get Soul / Bow and Arrow                  | 2129        | 11/1967     |
|                                                             | Capitol     |             |
| Hey, Hey, Baby / Sun, Sand, and Sea                         | 2338        | 11/1968     |
|                                                             | 1-2-3       |             |
| We're Gonna Hate Ourselves in the Morning / It’s Alright    | 1723        | 01/1970     |
| Rollin’ Rovin’ River / Don't Let Your Feet Touch the Ground | 1732        | 12/1970     |

### Langspielplatte
| Double Shot Smash 67083, 7/1966 |
| Tracks: A: 1 Double Shot, Smith 2 Louie Louie, 3 That’s When I Like It, 4 Wooly Bully, 5 Satisfaction, 6 Barefootin’ / B: 1 She Drives Me Out Of My Mind, 2 What Kind Of Fool, 3 M.T.Y.L.T.T., 4 Hang On Sloopy, 5 You Gotta Have Faith, 6 Idaho Jane |